# Myrceugenia mesomischa
Myrceugenia mesomischa är en myrtenväxtart som först beskrevs av Karl Ewald Maximilian Burret, och fick sitt nu gällande namn av Carlos Maria Diego Enrique Legrand och Eberhard Max Leopold Kausel. Myrceugenia mesomischa ingår i släktet Myrceugenia och familjen myrtenväxter. Inga underarter finns listade i Catalogue of Life.